# 單盤蛸
單盤蛸（学名：Bolitaena pygmaea）为單盤蛸科單盤蛸屬下的一个种。